# Zemplínska šírava
Zemplínska šírava, chiamato nel passato anche Zemplínska sĺňava o Podvihorlatská sĺňava, è un lago artificiale in Slovacchia che sorge a poca distanza dalla città di Michalovce alle pendici dei monti Vihorlat. È il secondo specchio d'acqua della Slovacchia per superficie e il terzo per volume (dopo Liptovská Mara e Oravská priehrada). È una popolare meta turistica con sette centri ricreativi. Oltre all'attività turistica, il lago supplisce al fabbisogno idrico agricolo della pianura della Slovacchia orientale, funge da bacino di sicurezza per regimentare le piene e come sorgente idrica per l'industria (centrale termica di Vojany). La parte orientale del lago è una zona protetta.

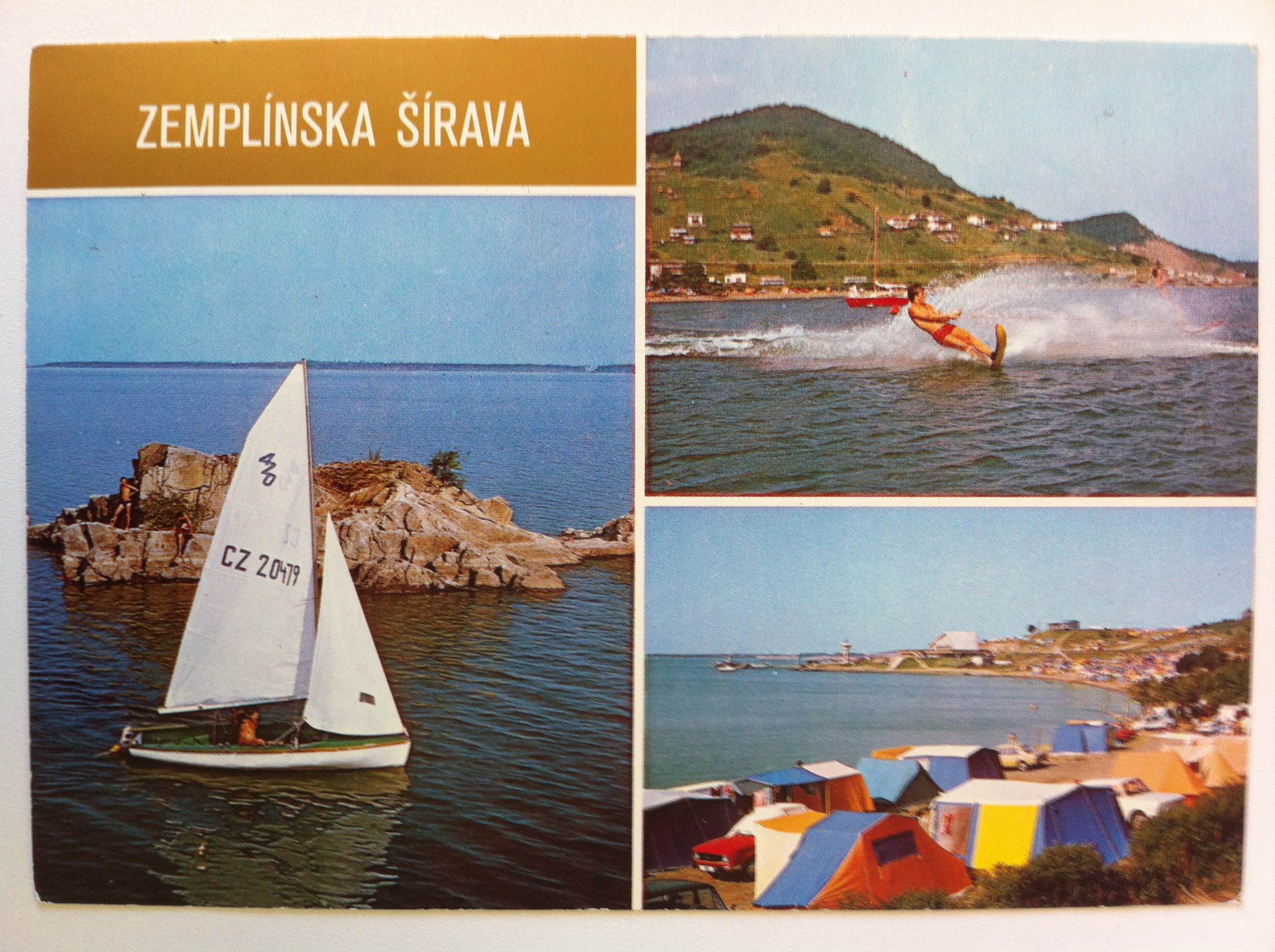
Una cartolina degli anni 1980

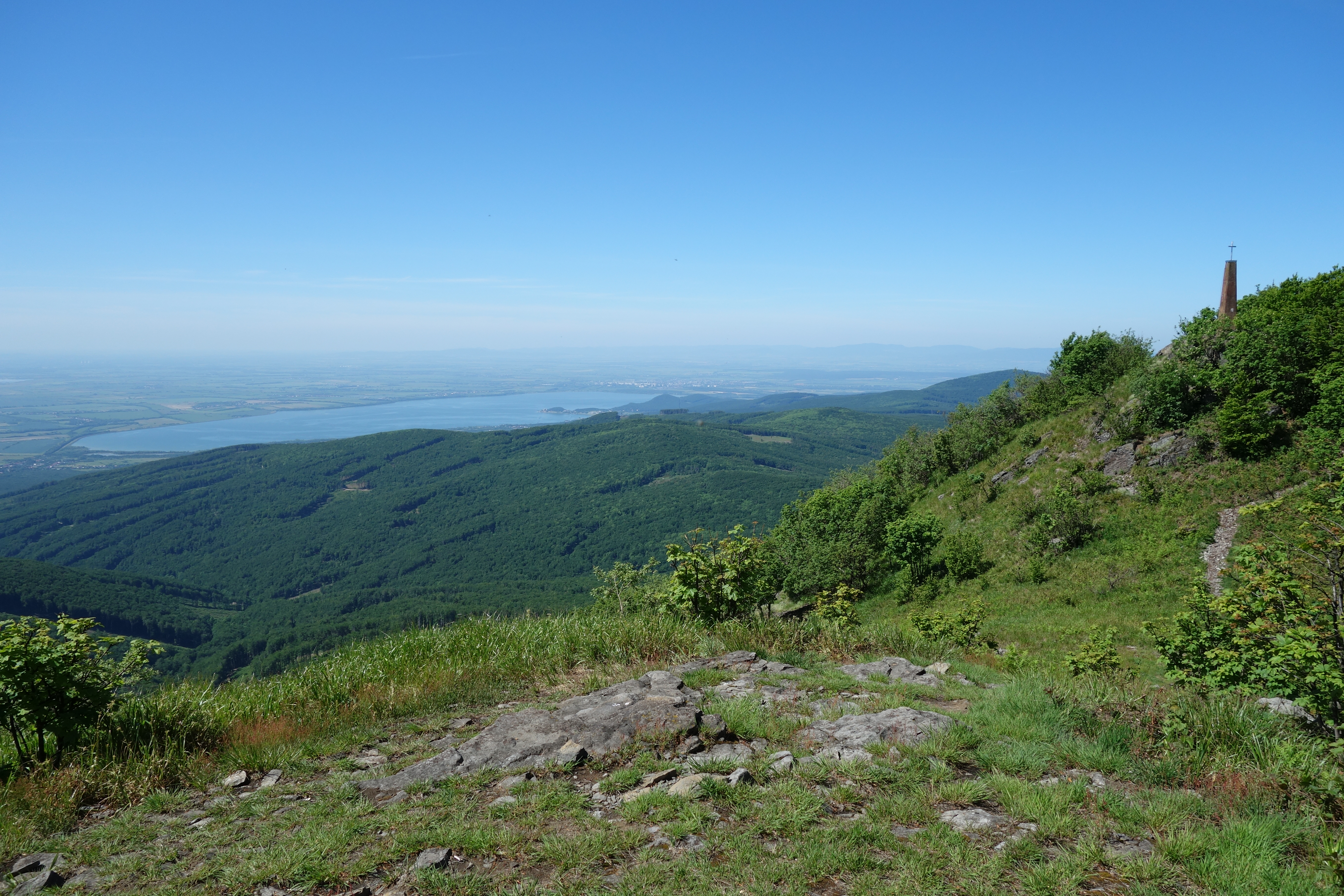
Veduta di Zemplínska šírava dalla vetta del Vihorlat

## Descrizione
La superficie di Zemplínska šírava si estende per 33 km². La lunghezza massima del lago è di 11 km, la larghezza massima di 3,5 km, la profondità media di 3,5 m con una profondità massima di 14,7 m. Il bacino è formato da dighe di 6-8 (massimo 12) metri di altezza, per una lunghezza complessiva di 7346 m. Il lago è alimentato principalmente dalle acque del fiume Laborec attraverso una deviazione, il canale Šíravský; l'acqua defluisce dal canale Zalužický (verso il Laborec) e dal canale Čierna voda, verso l'Uh.
Sulla parte orientale del lago, tra i villaggi di Kusín, Hnojné e Jovsa, vi è un esteso canneto, è un'area protetta con presenza di 149 specie uccelli acquatici, di cui 37 rare. Nel 1968 è stata dichiarata zona protetta con una superficie di 622 ha, con accesso riservato agli ornitologi.

## Storia
Prima della costruzione della diga, non vi era alcun centro abitato nella zona. La zona tra i futuri centri ricreativi Hôrka e Medvedia hora fu utilizzato nel 1939 dalla Luftwaffe tedesca per costruire una pista di atterraggio temporanea, che fu utilizzata nell'attacco alla Polonia all'inizio della Seconda guerra mondiale.
Zemplínska šírava fu costruita fra il 1961 e il 1965 nell'ambito delle modifiche della gestione idrica della depressione del fossato Podvihorlat. I lavori furono eseguiti dalle imprese di costruzioni Prešov e Michalovce secondo il progetto di Hydroconsult Bratislava. Lo scopo principale della diga era la protezione dalle inondazioni e l'irrigazione dei terreni agricoli. Le attività ricreative erano previste solo a margine, come destinazioni di turismo locale: per tale scopo furono individuati tre centri turistici. Tuttavia, dopo la prima stagione del 1966, questi calcoli si dimostrarono sottodimensionati, poiché il lago attirò molti più vacanzieri del previsto. Nel 1968 le presenze superarono il mezzo milione di persone, nella seconda metà degli anni 1970 superarono il milione. L'interesse inatteso per Zemplínska Šírava stimolò la costruzione di strutture turistiche permanenti, mentre nei primi anni erano precarie.
Nel 1976 fu coordinata la gestione della zona turistica di Zemplínská šírava, che comprendeva anche l'area del lago di Vinné (Vinianske jazero). L'amministrazione distrettuale dei servizi ricreativi, con sede nel centro di Hôrka, fu istituita per il funzionamento e la manutenzione dei centri. La costruzione di nuove strutture ricreative seguiva un piano di suddivisione in zone. Fu costruita una superstrada da Michalovce all'area Kamenec. Durante la nuova regionalizzazione del turismo nel 1981, l'area di Zemplínská Šírava fu inclusa nella prima categoria con le migliori condizioni per accogliere clienti stranieri. A cavallo tra gli anni 1970 e 1980, imoderni complessi alberghieri furono costruiti su una penisola vulcanica nella località di Medvedia hora. Molte aziende provenienti da tutta la Cecoslovacchia costruirono centri ricreativi, di riabilitazione e di formazione. Nella seconda metà degli anni 1970, fu anche pianificata al costruzione del villaggio turistico Lúčky sulla riva meridionale del lago, ma questo progetto fu abbandonato.
Lo sviluppo del turismo a Zemplínská Šírava culminò negli anni 1970 e 1980. Allo stesso tempo, tuttavia, il lago fu inquinato con lo scarico nel fiume Laborec di policlorobifenili dallo stabilimento chimico Chemko Strážske. Il significativo deterioramento della qualità dell'acqua del lago ha provocato il declino del turismo, che si è aggravato con il passaggio di proprietà delle strutture ricreative dopo la caduta del regime comunista dopo il 1989. Molti edifici sono rimasti abbandonati, soprattutto nella località un tempo popolare di Hôrka. Šírava perse sia i clienti stranieri sia i turisti slovacchi, che dopo il 1989, con l'apertura delle frontiere, preferirono le destinazioni di mare. Nel primo decennio del XXI secolo, il numero di visitatori si è attestato attorno ai 200 000 circa. Dopo il 2003, quando furono costruite piscine estive in tre resort e da quando la qualità dell'acqua del lago iniziò a migliorare, l'intera regione sta vivendo una graduale ripresa del turismo con un numero crescente di vacanzieri.Nel 2013, l'acqua di Zemplínská šírava è stata valutata dall'Ufficio regionale della sanità pubblica di Michalovce come idonea per la balneazione.

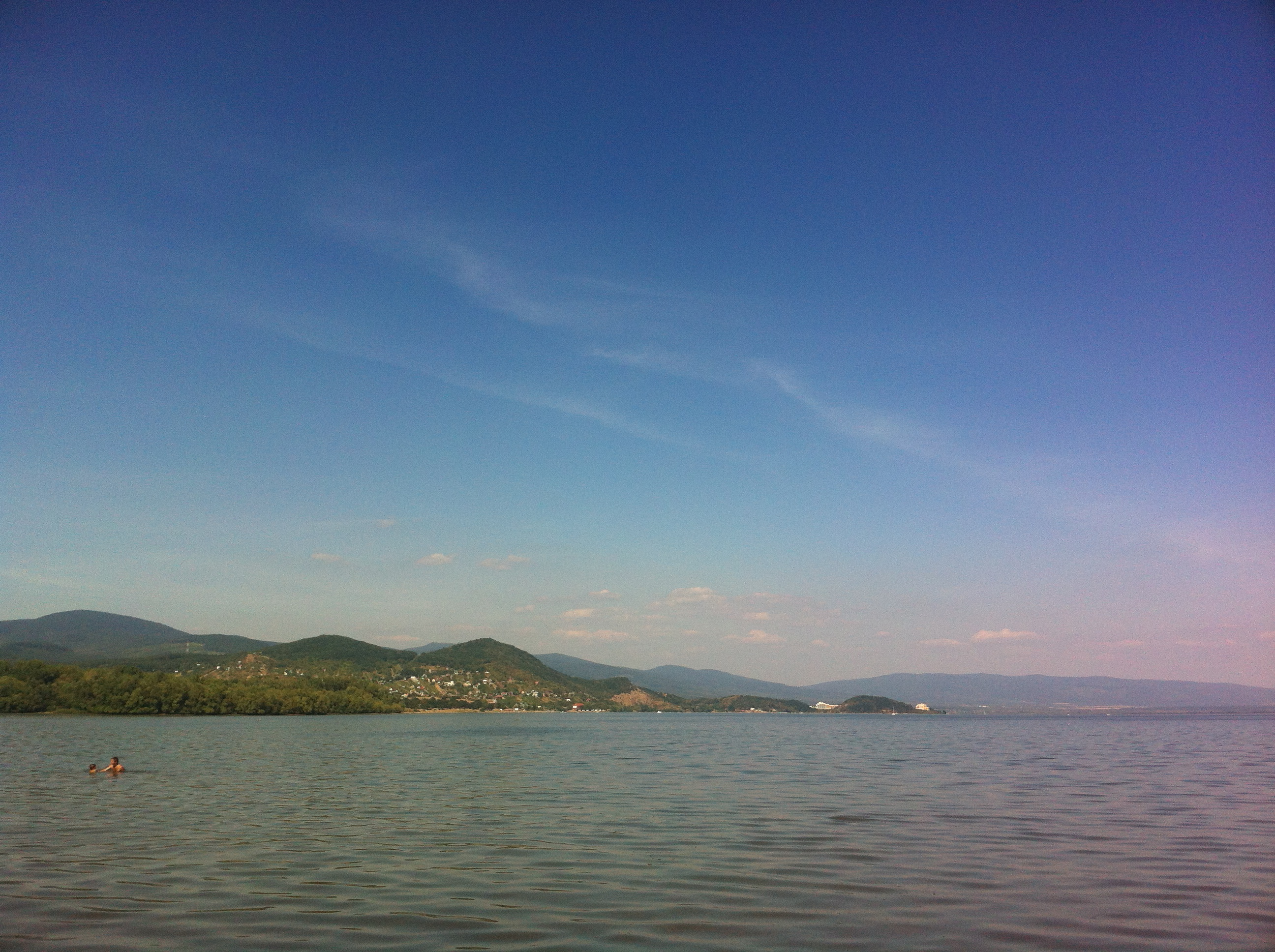
Veduta del lago da Biela hora

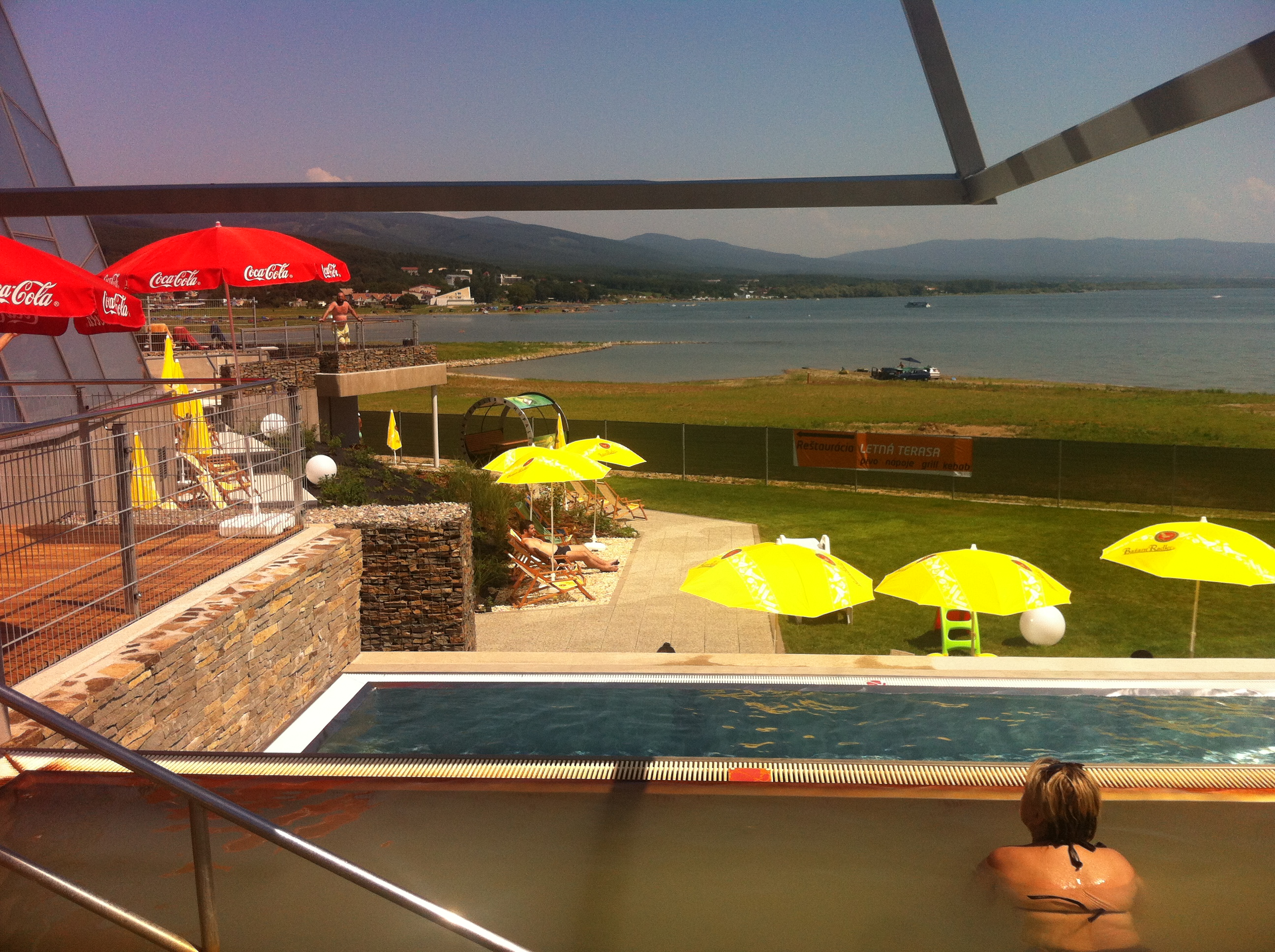
Parco acquatico nel centro turistico Kaluža

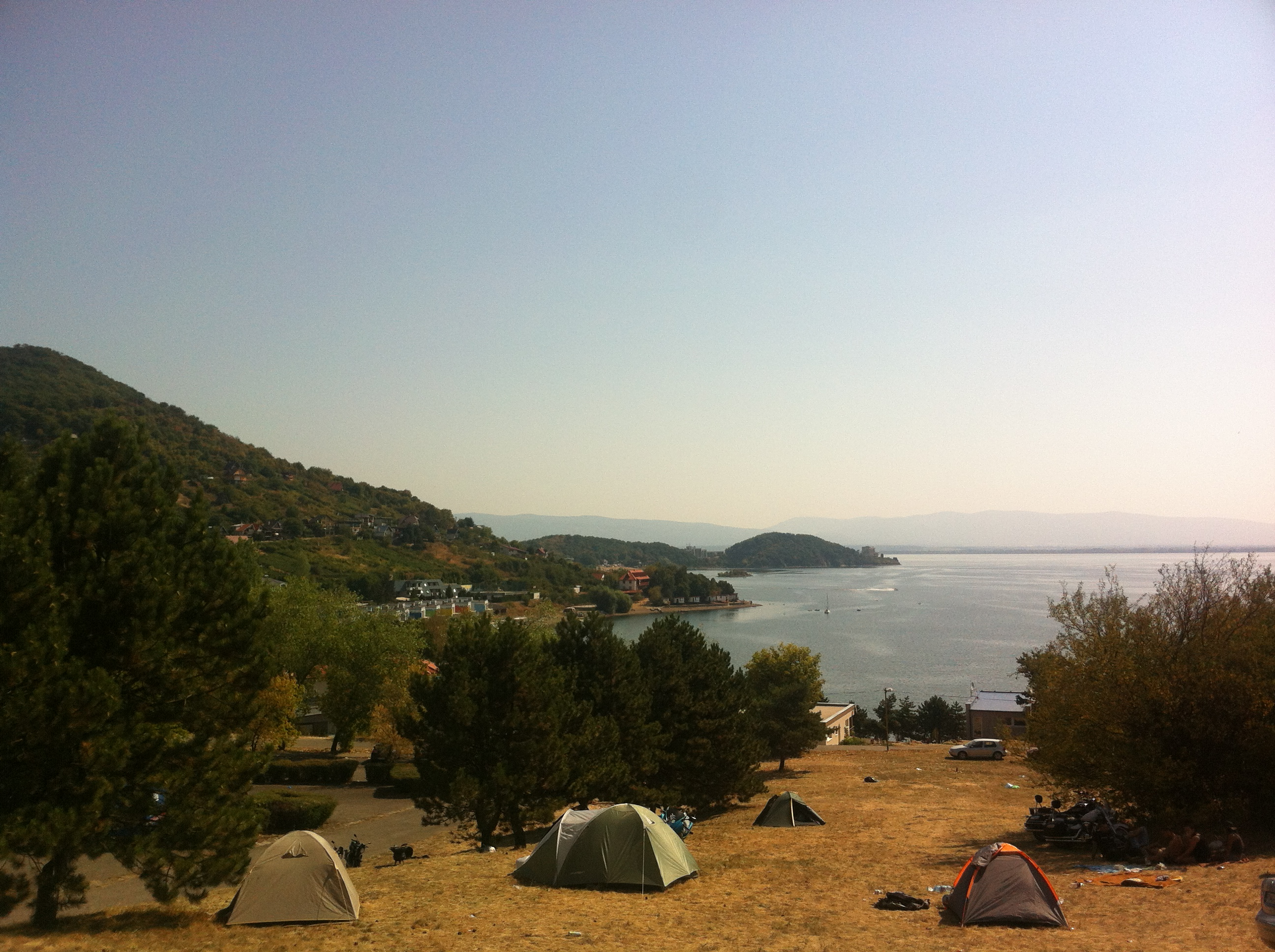
Veduta da Hôrka verso Medvedia hora

## Centri turistici
Zemplínska šírava è un'importante area di turismo estivo nella regione turistica di Zemplín nella Slovacchia orientale. Ci sono sette villaggi turistici sulle sue rive:
- Biela hora, nota anche come Prímestská, sulla riva occidentale vicino alla città di Michalovce
- Hôrka, nota anche come Slnečný Lúč, a sud del villaggio di Vinné
- Medvedia hora, vicino al villaggio di Kaluža
- Kaluža, vicino all'omonimo villaggio
- Kamenec, vicino al villaggio di Kaluža
- Klokočov, vicino all'omonimo villaggio
- Paľkov, tra Klokočov e Kusín

Zemplínska šírava ha condizioni climatiche molto favorevoli per il nuoto, gli sport acquatici, la pesca, il ciclismo e l'escursionismo sui vicini monti Vihorlat. I turisti possono guidare moto d'acqua, yacht o pedalò.
L'insolazione media sul lago raggiunge le 2200 ore all'anno, classificando l'area tra le più calde della Slovacchia. Nei singoli resort ci sono servizi di alloggio e ristorazione di vari livelli, dai campeggi agli hotel a tre stelle e ai centri di riabilitazione.
Nel 2003 sono state costruite piscine estive per non nuotatori nei centri di Kaluža, Klokočov e Paľkov.
Nel 2014 è stato aperto un parco acquatico nella località di Kaluža, aperto tutto l'anno.
Nella stagione estiva, le barche turistiche partono dal resort Hôrka per una crociera sul lago.
Dal 2001 si tiene qui il Congresso internazionale dei motociclisti. A metà agosto, una colonna di motociclisti compie regolarmente una sfilata dal resort Hôrka a Michalovce e ritorno. Il congresso è accompagnato da un programma del festival.
Zemplínska Šírava è un luogo popolare per l'intrattenimento notturno per i giovani delle città della Slovacchia orientale (Košice, Prešov, Michalovce, Humenné).

## Accesso
Il lago inizia a circa 3 km a nord-est di Michalovce, da cui alle sponde settentrionali si accede con la strada II/582, che collega tutti i centri ricreativi e i villaggi Vinné, Kaluža, Klokočov, Kusín e Jovsa fino alla città di Sobrance. A sud di Zemplínská Šírava c'è un importante collegamento stradale con l'Ucraina, la strada I/19 (Michalovce - Zalužice - Lúčky - Závadka - Sobrance). Lungo la riva orientale scorre la strada di III categoria, da Jovsa a Závadka via Hnojné.

## Galleria d'immagini
Kliknite na obrázok pre jeho zväčšenie.

Visa panoramica della riva settentrionale del lago, con lo sfondo dei monti Vihorlat
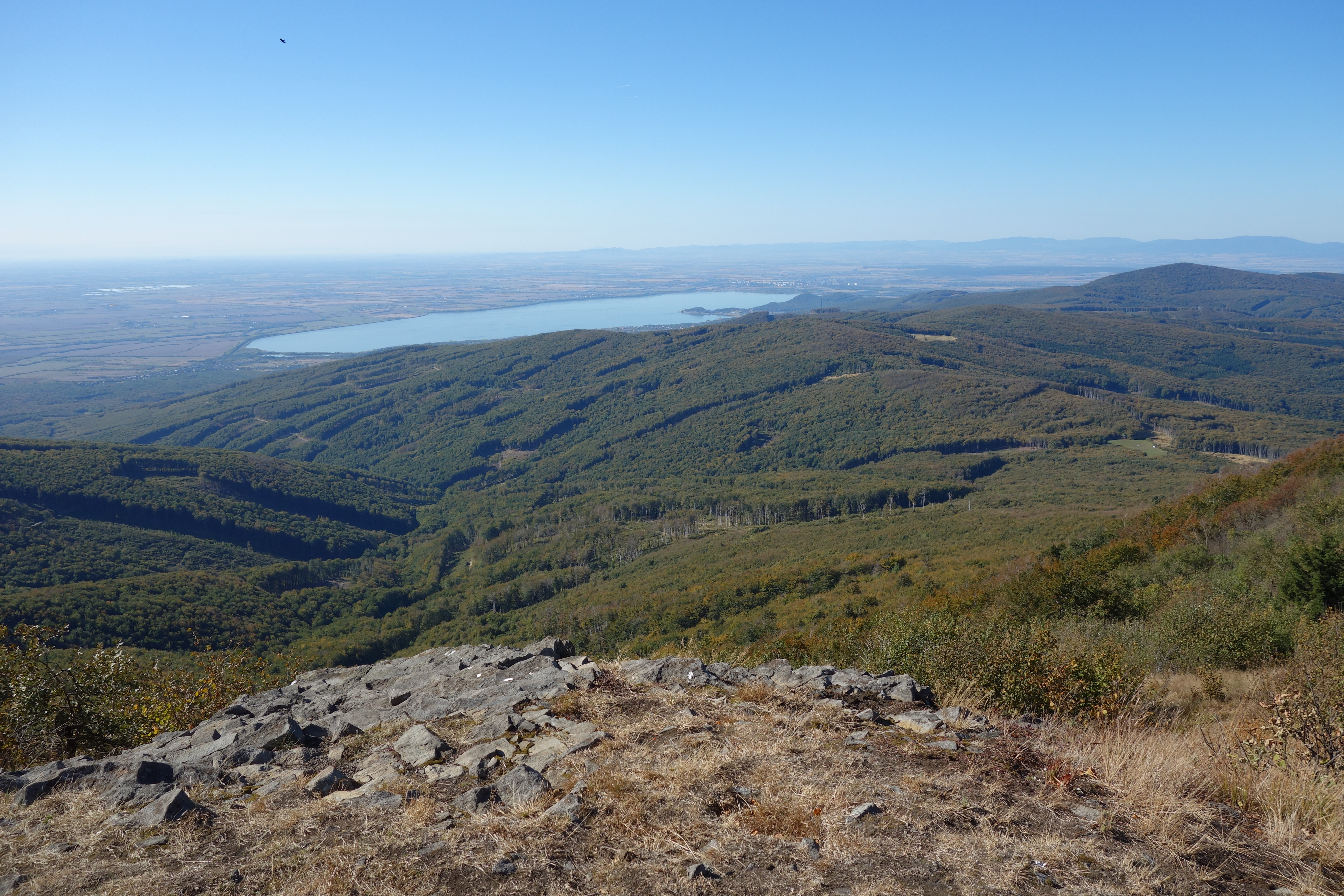
Vista del lago dalla vetta del Vihorlat
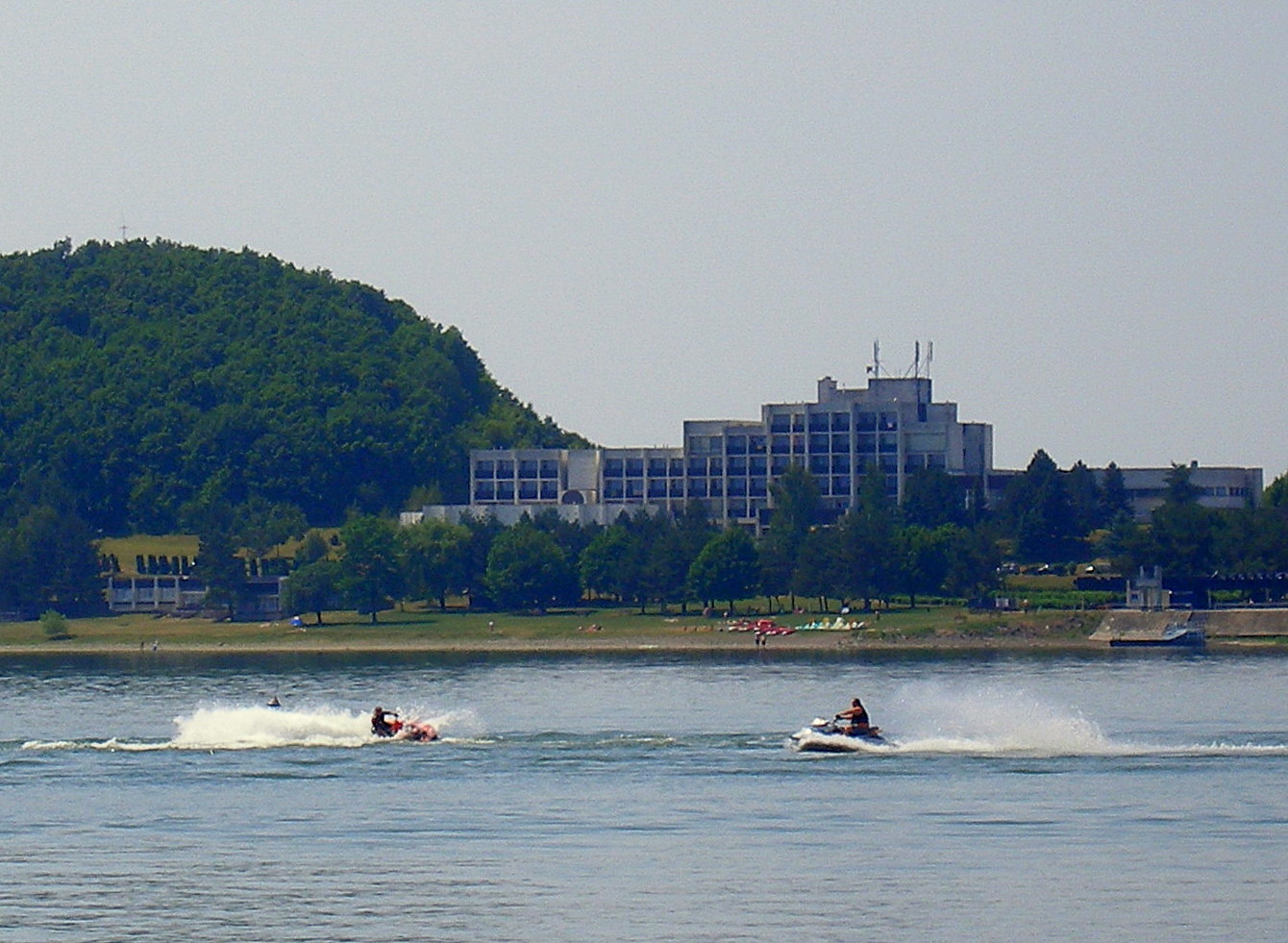
Medvedia hora
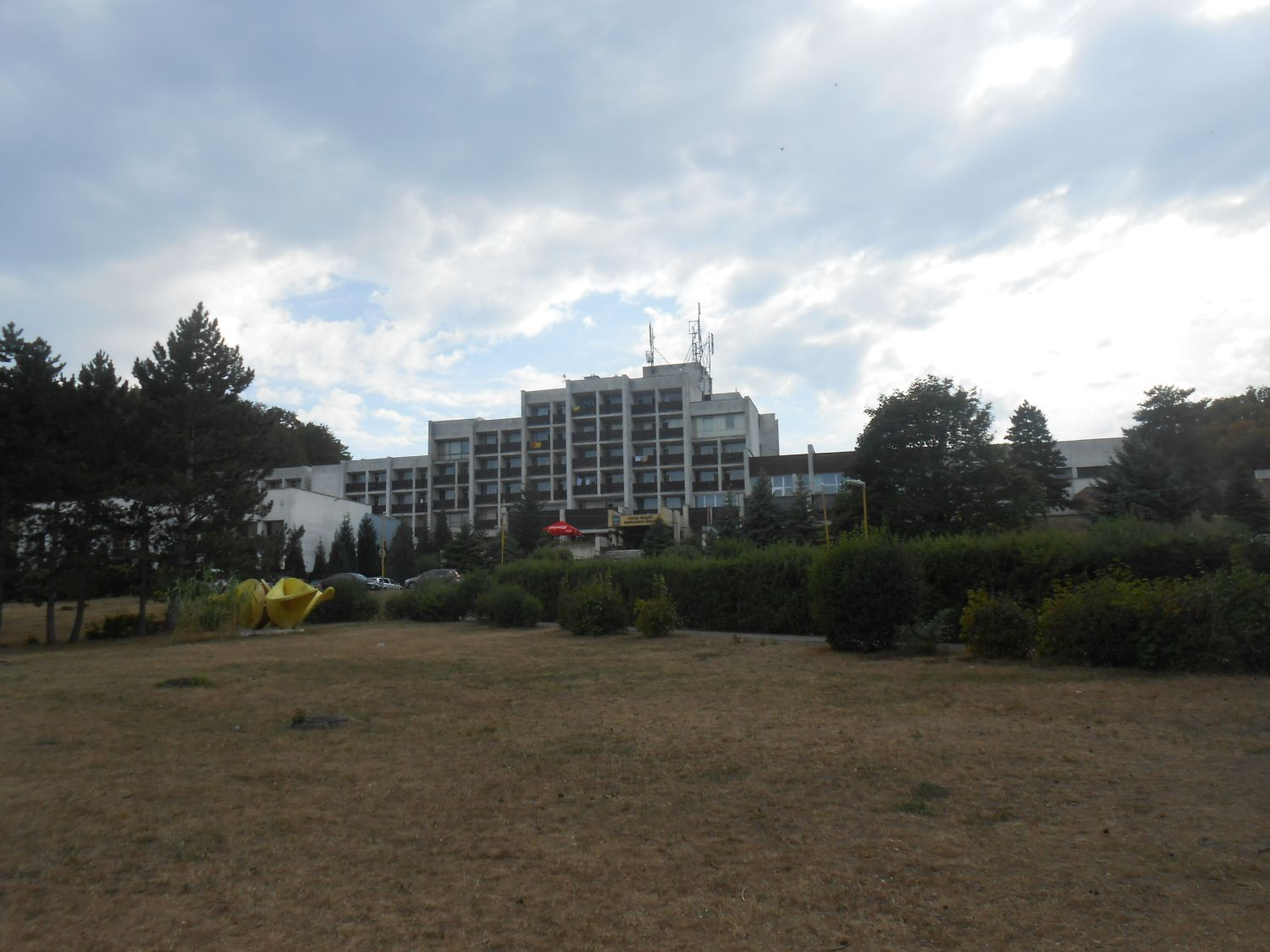
Hotel Granit
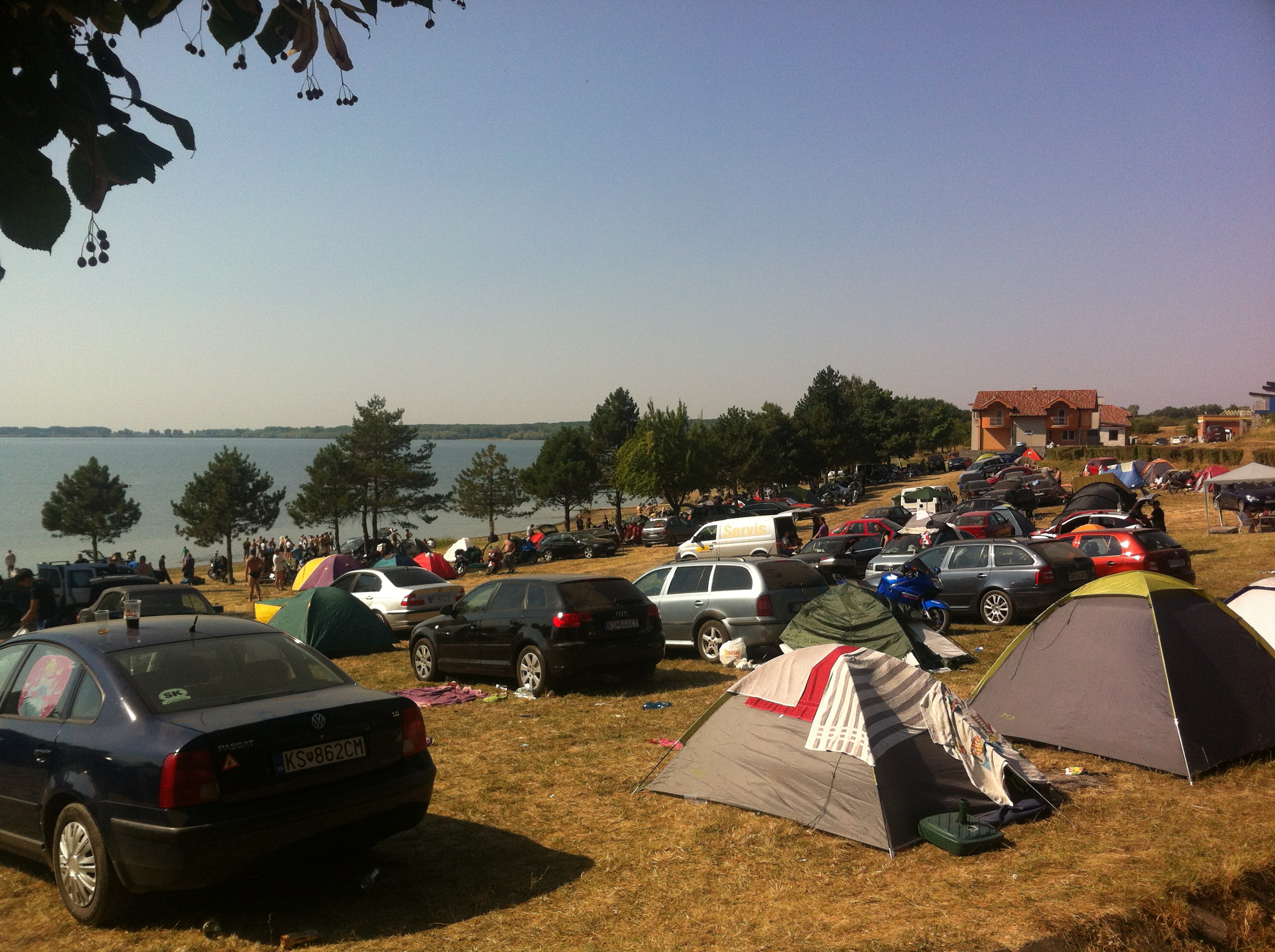
Hôrka – campeggio
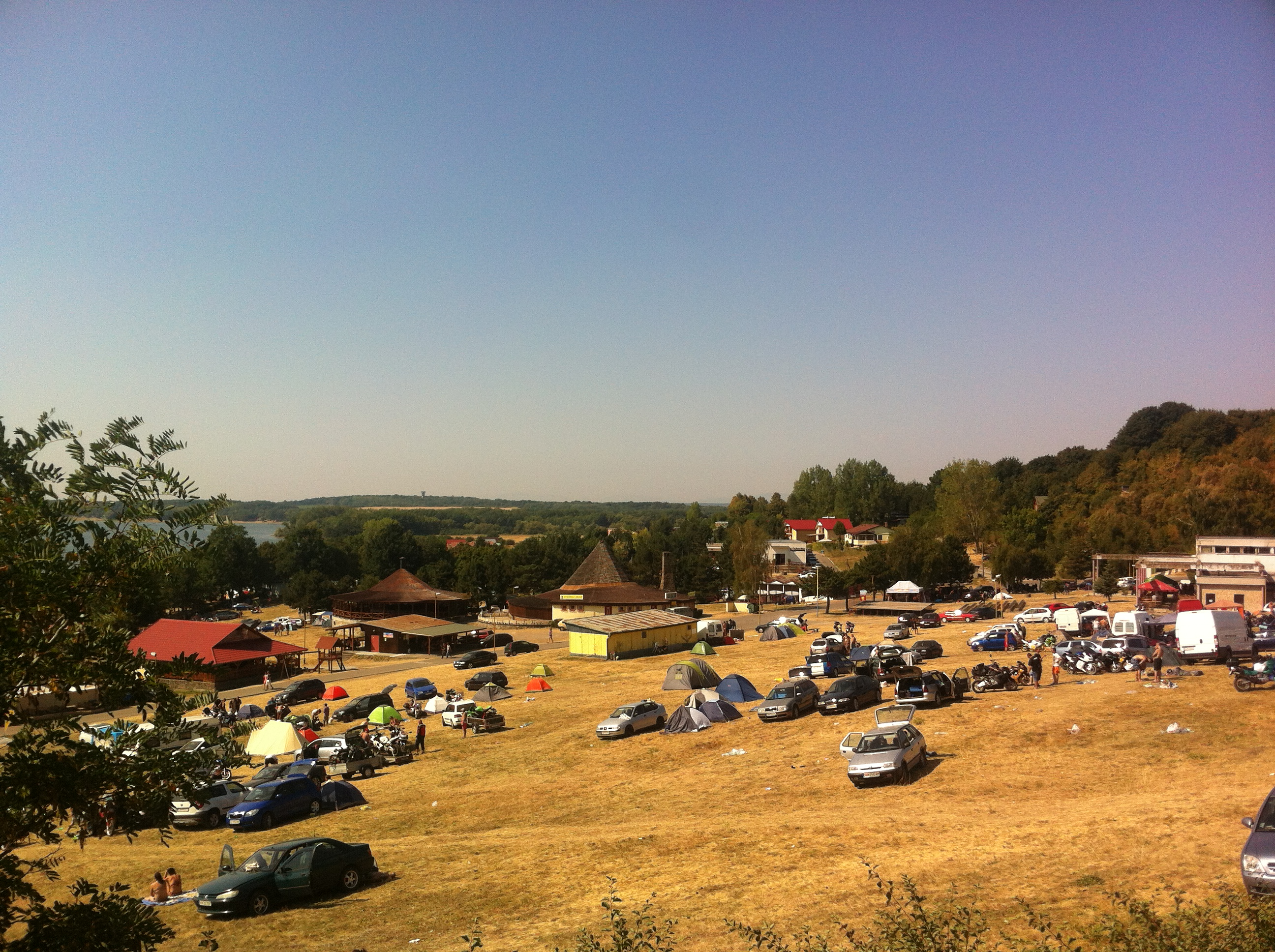
Hôrka – Koliba
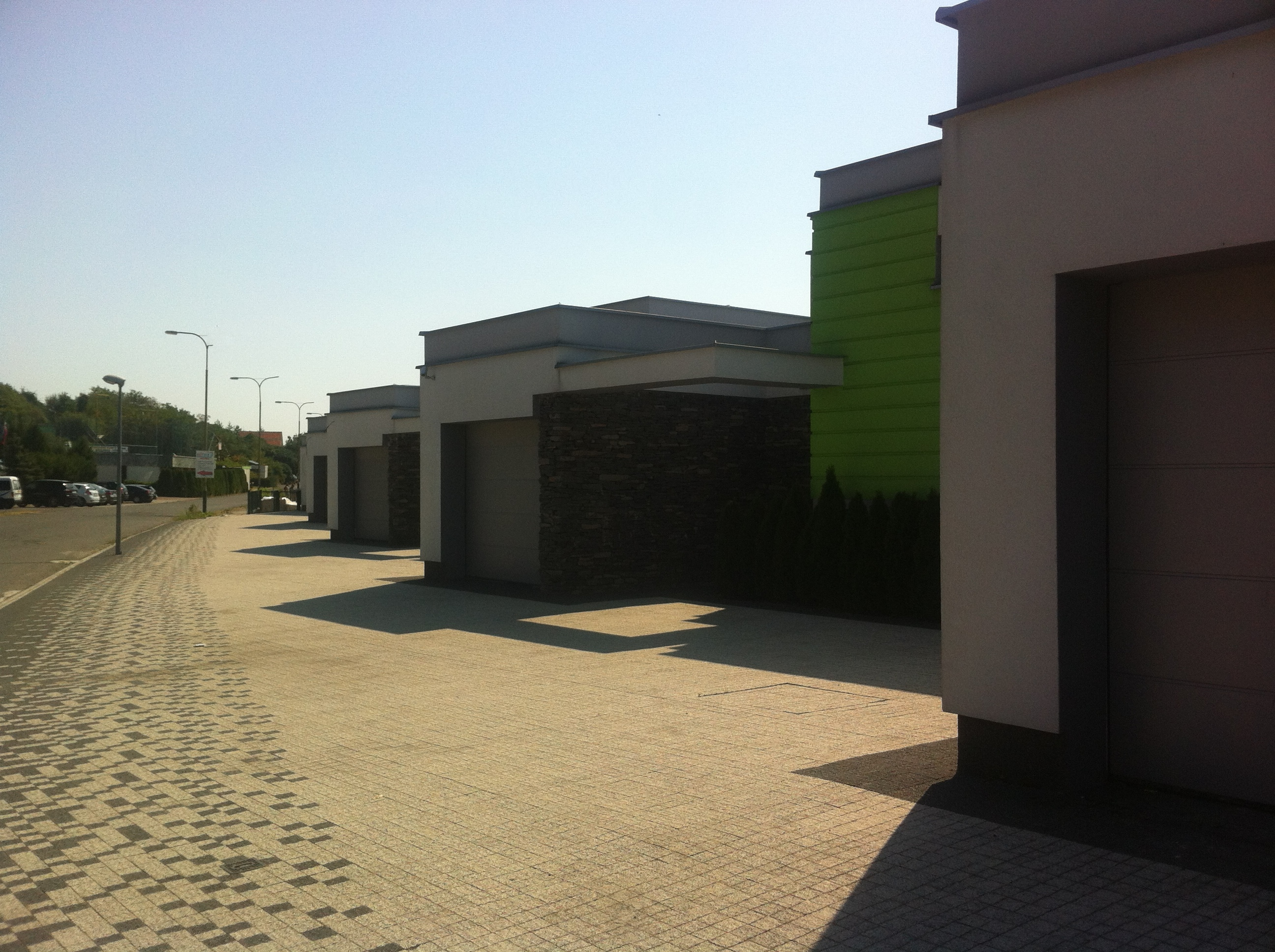
Nuovo edificio a Hôrka
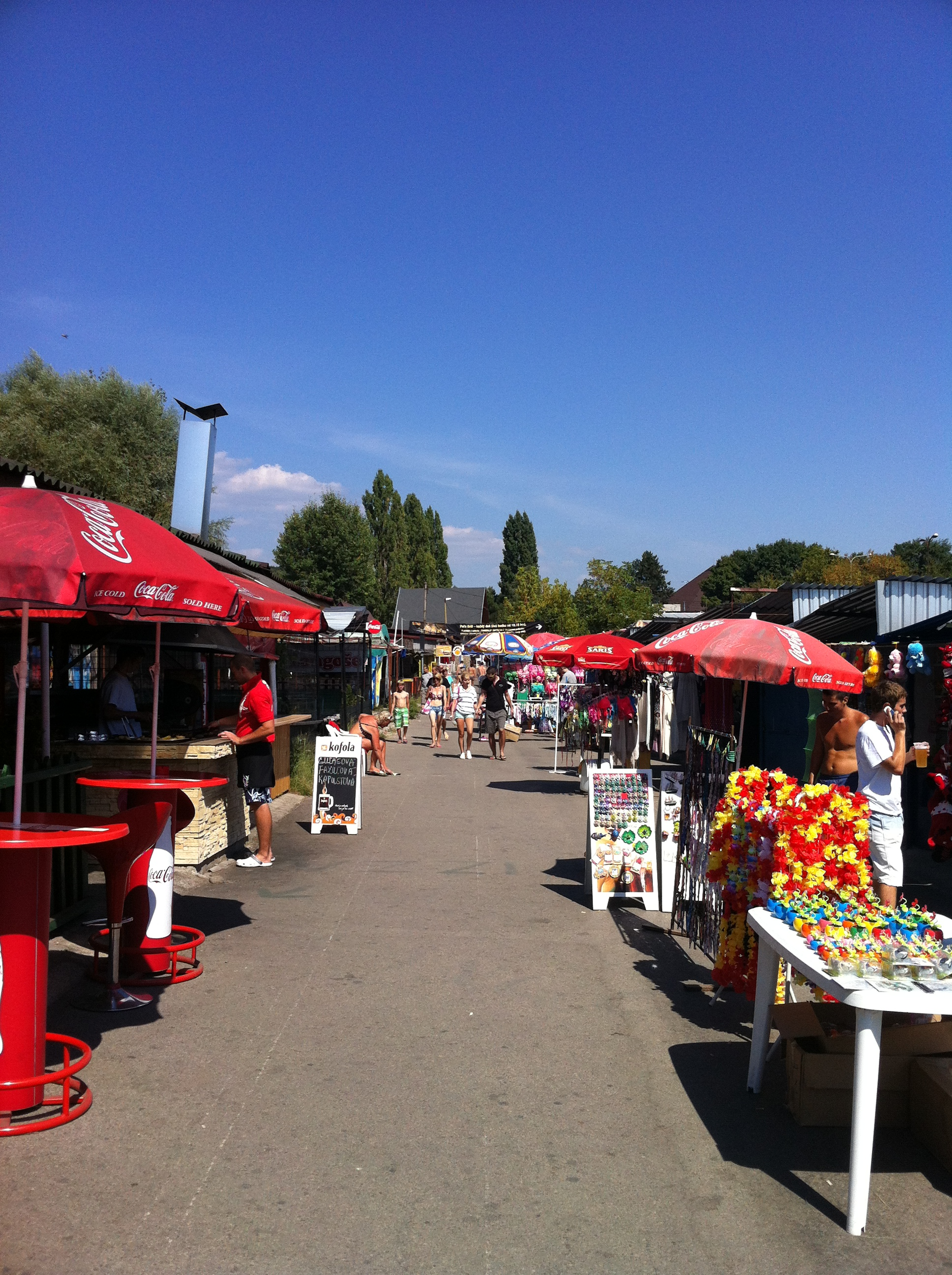
Una viuzza tra Kaluža e Kamenec
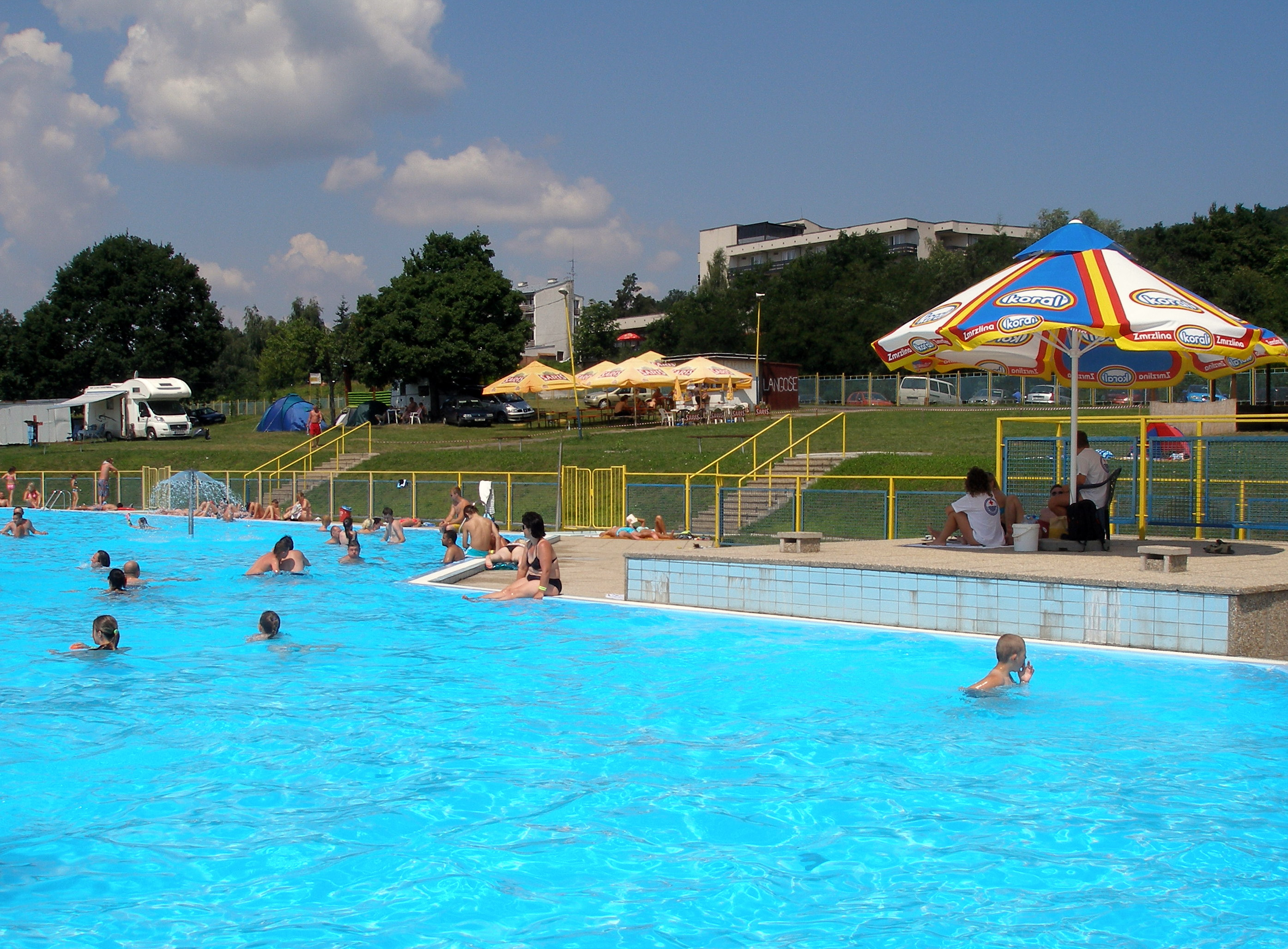
Klokočov
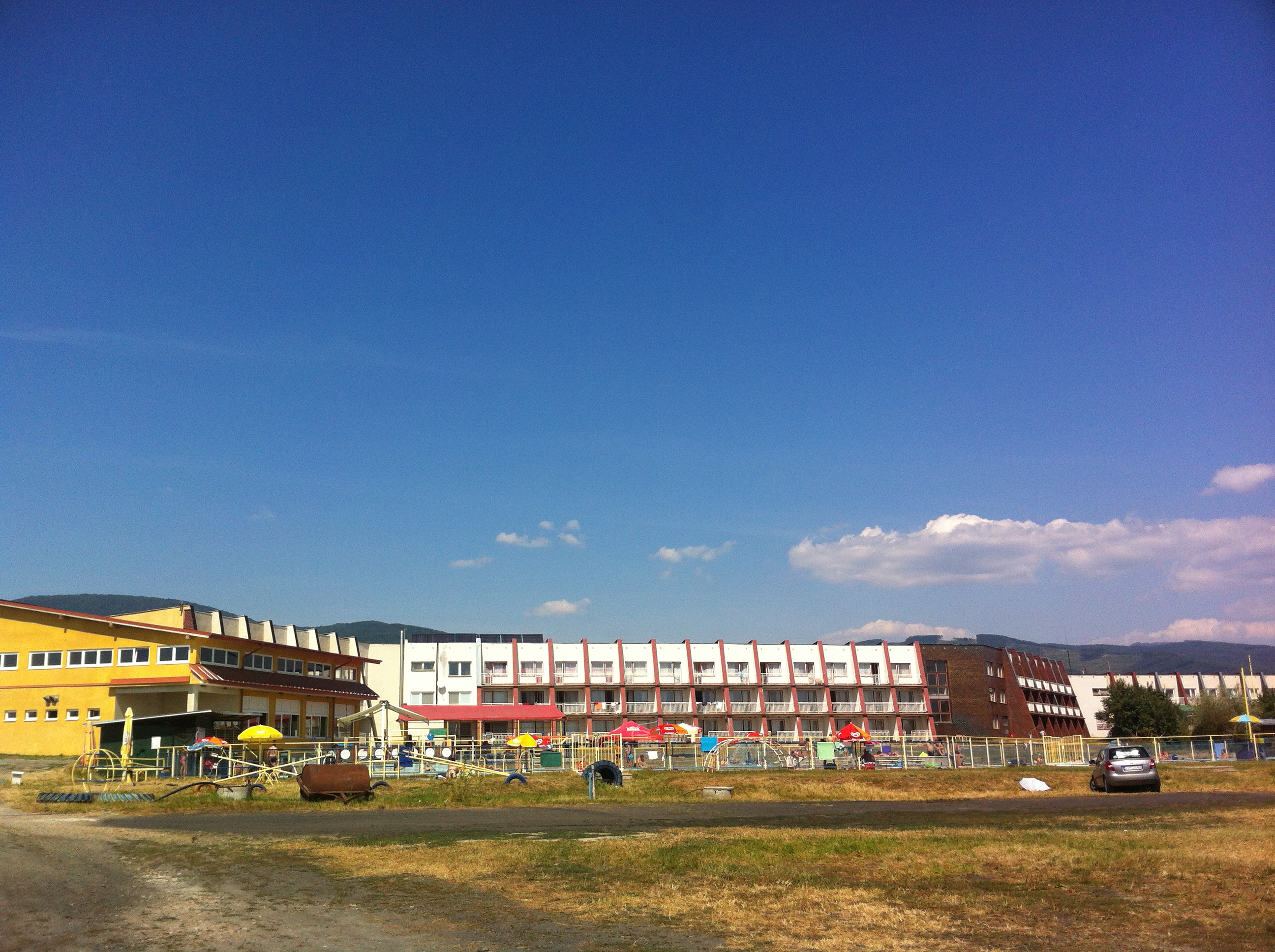
Paľkov
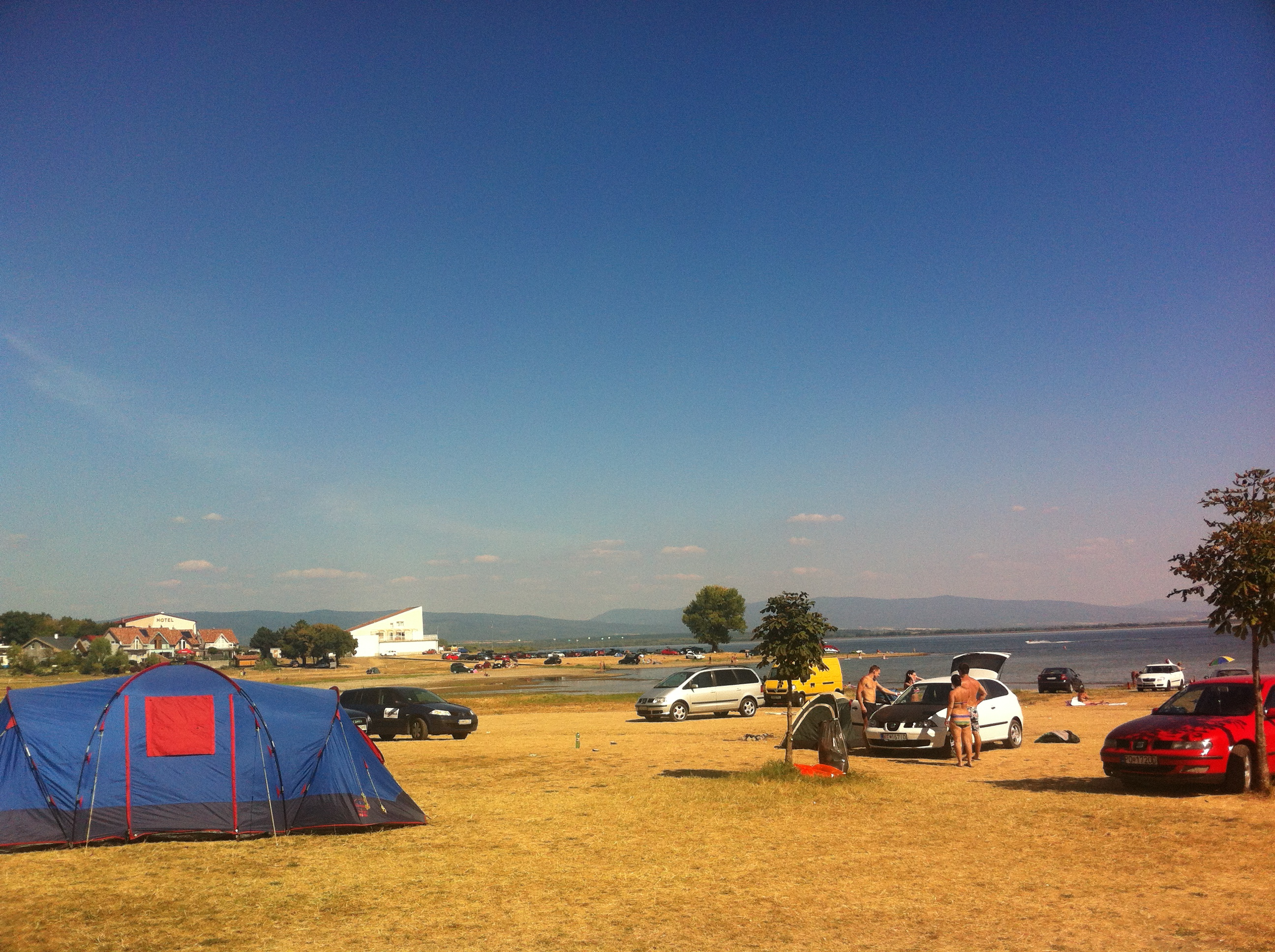
Kamenec
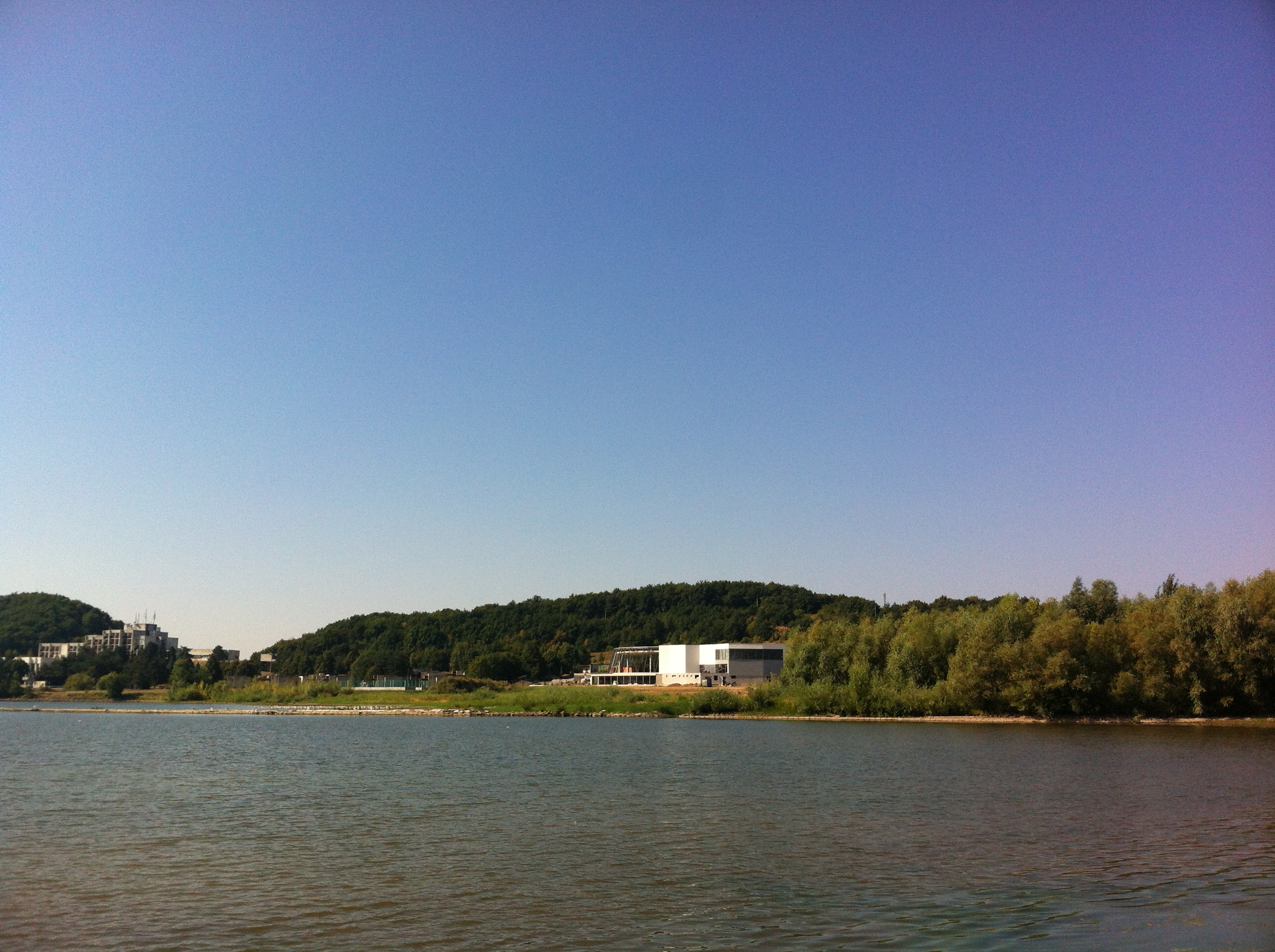
Il parco acquatico di Kaluža
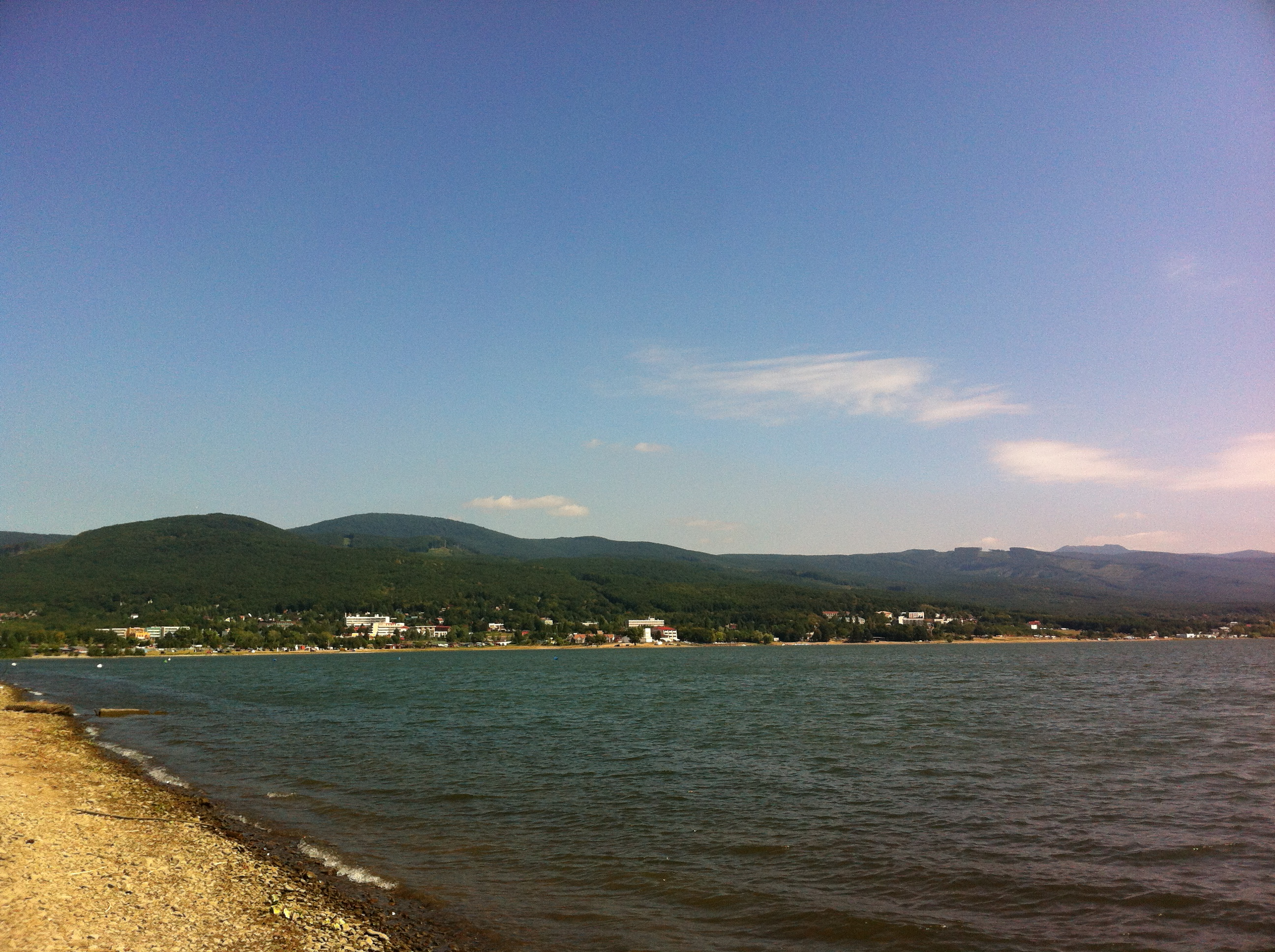
Kaluža e Kamenec
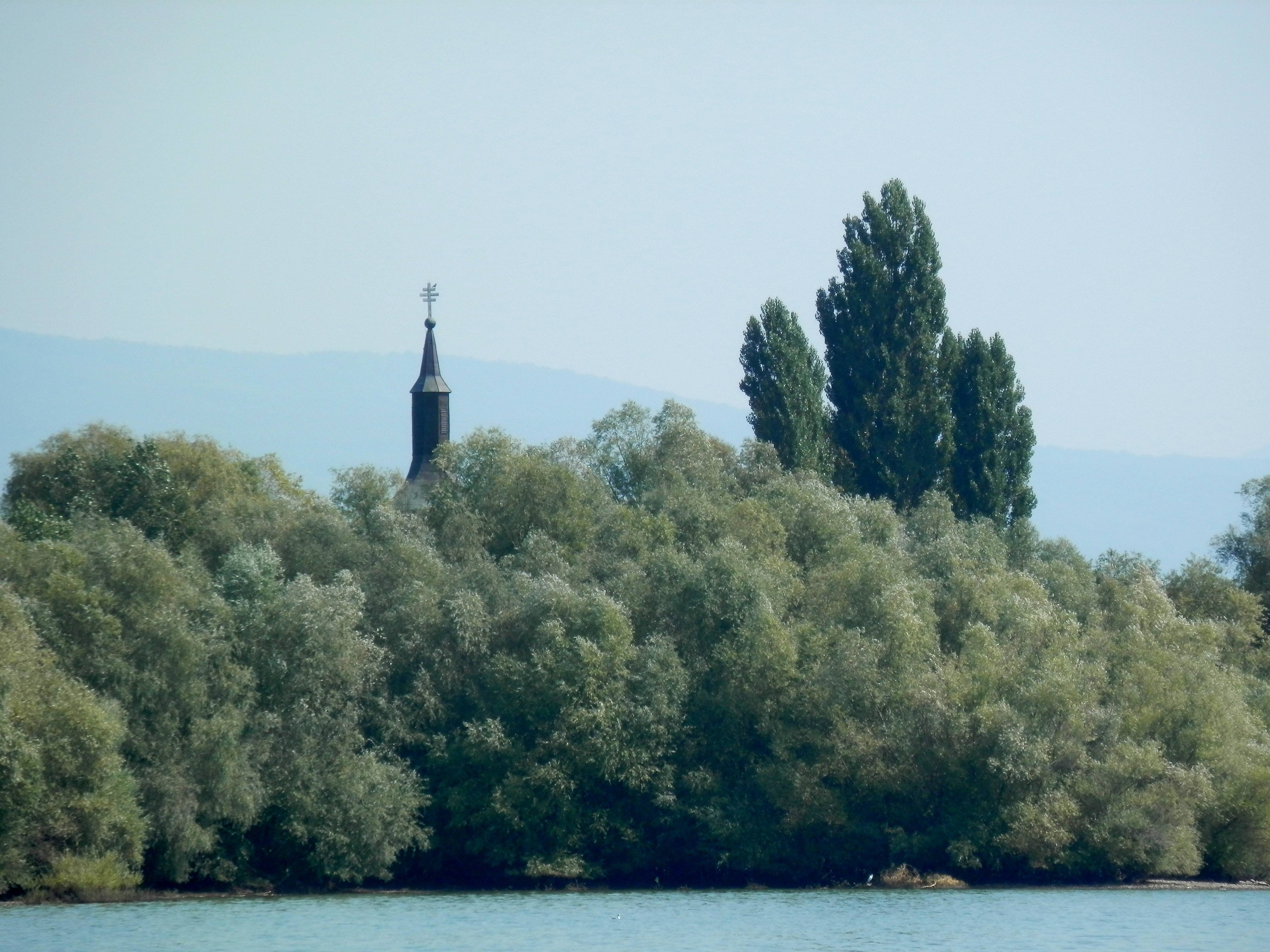
Bosco presso Klokočove
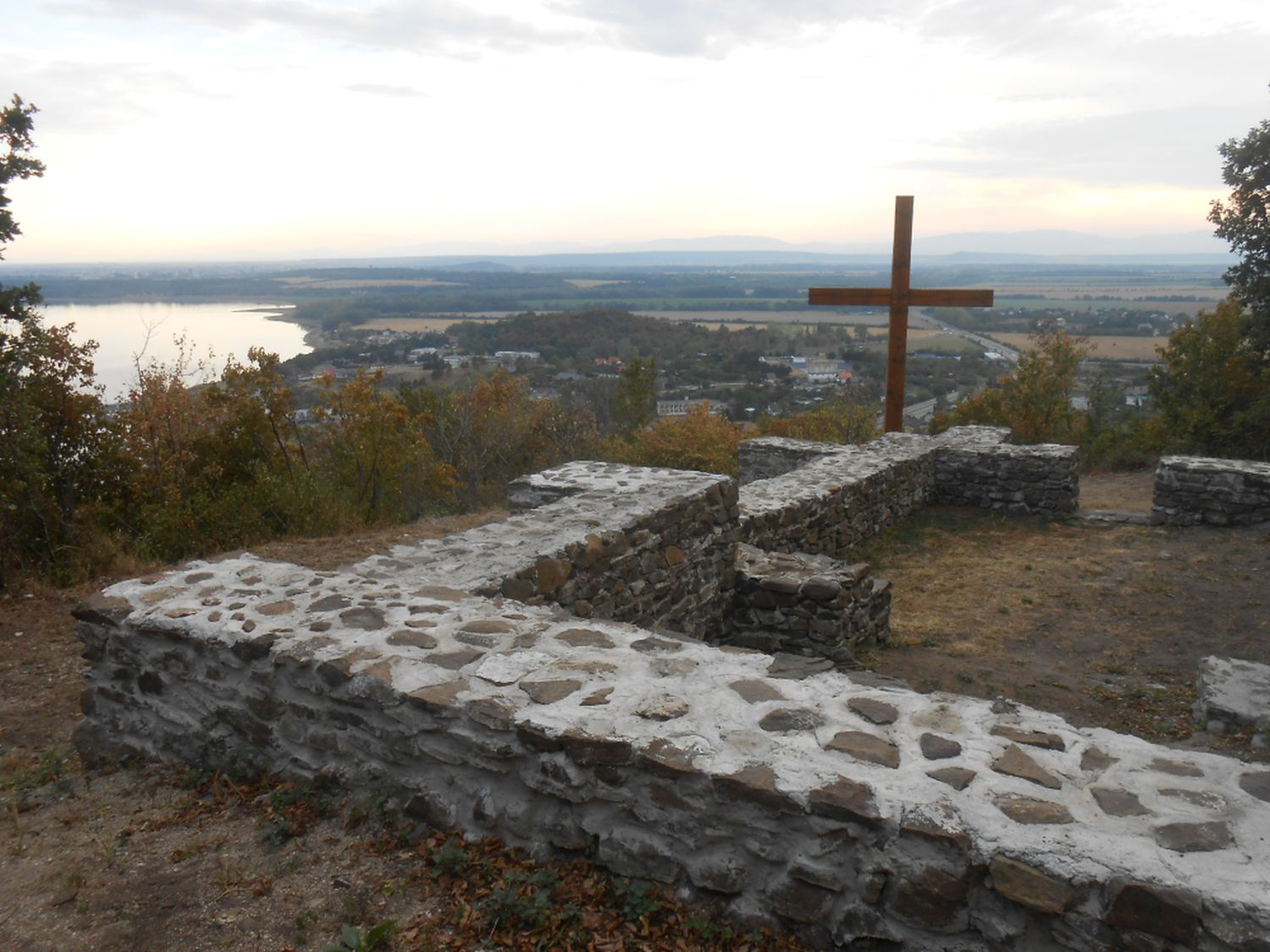
Fondazioni di una chiesa nella località di Senderov